# 루이스 잠페리니

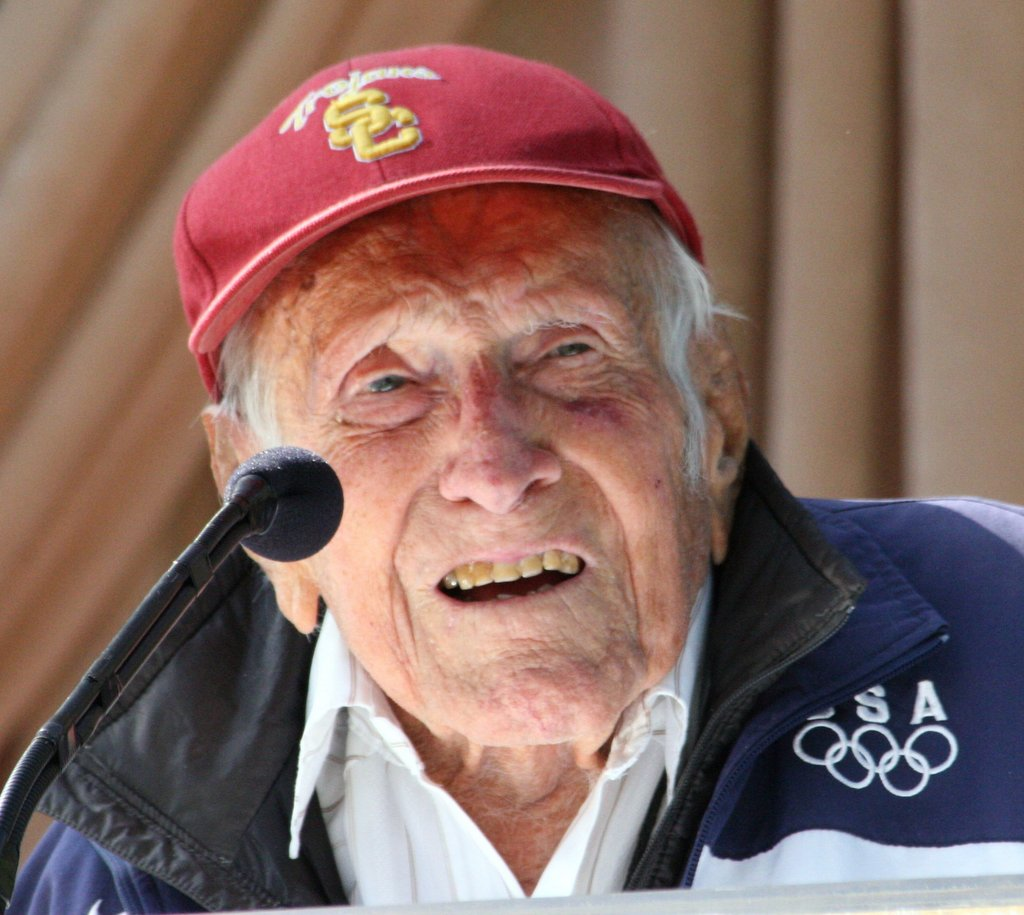
말년의 잠페리니

루이스 실비에 "루이" 잠페리니(영어: Louis Silvie "Louie" Zamperini, 1917년 1월 26일 ~ 2014년 7월 2일)는 미국의 기독교 전도사, 올림픽 장거리 주자이다. 태평양전쟁에서 일본군에게 잡혔으나 종전까지 살아남아 미국으로 돌아왔고 1998년 나가노 동계올림픽 당시 일본에 성화 봉송 주자로 일본에 방문한 적이 있다.

## 생애
고등학교 시절부터 달리기를 시작했으며, 1936년 하계 올림픽 5000m 경기에서 미국 대표로 출전하였다. 이후 1941년 중위로 미국 육군 항공대에 임관했으며, 태평양 전쟁에서 B-24 리버레이터의 폭격수 역할을 담당하였다. 그 뒤 미군의 수색 및 구조 임무 당시 기기 이상으로 인해 비행기가 바다에 추락했으며, 40여일 동안 바다에서 표류한 뒤 일본군이 점령한 마셜 제도에 상륙해 포로로 잡혀 일본의 한 수용소로 끌려가 고문을 당했다.
실종 당시 미국 연방 정부에 의해 전사자 명단에 포함되어 당시 대통령이었던 프랭클린 D. 루스벨트가 조문을 보냈으나, 종전까지 살아남아 미국으로 복귀하였다. 종전 이후에는 용서에 대한 신념을 피력하며 기독교 복음주의자가 되었으며, 1998년 동계 올림픽 당시 성화 봉송 주자 중 한 명으로 일본에 방문하였다.
이후 2014년 7월 2일 폐렴으로 로스앤젤레스의 자택에서 세상을 떠났으며, 사후 잠페리니의 전기 영화인 언브로큰이 개봉되었다.